# Freda Warrington

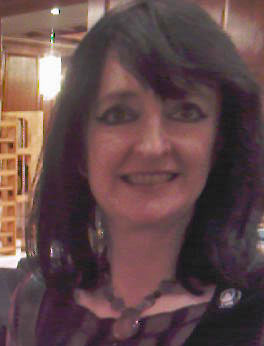
Freda Warrington

Freda Warrington (* 22. Juni 1956 in Leicester) ist eine britische Schriftstellerin.

## Leben
Freda Warrington ist als einziges Kind einer Pianistin und eines Druckerei-Managers in Leicestershire aufgewachsen. Sie fing mit fünf Jahren an, erste Geschichten zu schreiben. Den ersten Roman des „Blackbird“-Zyklus, „A Blackbird in Silver“, begann sie mit sechzehn Jahren.
Nach Highschool und Ausbildung am Loughborough College of Art and Design arbeitete sie anschließend einige Jahre am Medical Illustration Department of Leicester Royal Infirmary. Ihre Freizeit nutzte Warrington dabei immer zum Schreiben.
Warrington ist verheiratet und lebt heute mit ihrem Mann und ihrer verwitweten Mutter in Swadlincote, South Derbyshire. Neben dem Schreiben arbeitet sie halbtags im Charnwood Forest.

## Über ihr Werk
Nachdem sie durch den „Blackbird“-Zyklus bekannt geworden war, schrieb Warrington vorwiegend Dark Fantasy wie in den Vampirromanen der „Blood Sequence“-Reihe.

## Werke

### Einzelromane
- The Rainbow Gate. New English Library, 1990, ISBN 0-450-49149-8. (englisch)
- Sorrow’s Light. Pan Books, 1993, ISBN 0-330-32664-3. (englisch)
- Dracula, der Untote kehrt zurück. Kiepenheuer & Witsch, 1998, ISBN 3-462-02680-1. (Original: Dracula, The Undead. Penguin Books, 1997, ISBN 0-14-026880-4.)
- The Court of the Midnight King. Pocket Books, 2003, ISBN 0-7434-1567-1. (englisch)

### „Blackbird“-Zyklus
In einer Parallelwelt kämpfen drei ungleiche Gefährten, der verhasste Prinz Ashurek von Gorethria, der friedliebende Estarinel sowie die unergründliche Medrian von Alaak, um die Schlange M'gulfn an der Vernichtung des Universums zu hindern.
- Drei Krieger in Silber. Heyne, 1991, ISBN 3-453-05027-4. (Original: A Blackbird in Silver. New English Library, 1986, ISBN 0-450-05849-2.)
- Drei Krieger in Schwarz. Heyne, 1991, ISBN 3-453-05028-2. (Original: A Blackbird in Darkness. New English Library, 1986, ISBN 0-450-40161-8.)
- Drei Krieger in Gold. Heyne, 1992, ISBN 3-453-05857-7. (Original: A Blackbird in Amber. New English Library, 1988, ISBN 0-450-41903-7.)
- Drei Krieger im Zwielicht. Heyne, 1992, ISBN 3-453-05858-5. (Original: A Blackbird in Twilight. New English Library, 1988, ISBN 0-450-48908-6.)
- Darker Than the Storm. New English Library, 1992, ISBN 0-450-53817-6.

### „Blood Sequence“-Reihe
Die schüchterne Charlotte verliebt sich im England der 20er Jahre in den Vampir Karl von Wultendorf.
- Das Blut der Liebe. Bastei Lübbe, 1994, ISBN 3-404-13552-0. (Original: A Taste of Blood Wine. Pan Books, 1992, ISBN 0-330-32578-7.)
- A Dance in Blood Velvet. Macmillan UK, 1994, ISBN 0-333-62818-7. (englisch)
- The Dark Blood of Poppies. Macmillan UK, 1995, ISBN 0-333-63732-1. (englisch)
- The Dark Arts of Blood. Titan Books, 2015, ISBN 978-1-78116-710-6. (englisch)

### „Dark Cathedral“-Reihe
- Dark Cathedral. Signet Creed UK, 1996, ISBN 0-451-18402-5. (englisch)
- Pagan Moon. Signet Creed UK, 1997, ISBN 0-451-18403-3. (englisch)

### „Juwelenfeuer“-Saga
- Die Bernstein-Zitadelle. Heyne, 2001, ISBN 3-453-18813-6.
- Der Turm von Heliodor. Heyne, 2001, ISBN 3-453-18818-7. (Original für beide: The Amber Citadel. Earthlight, 1999, ISBN 0-671-02190-7.)
- Der Saphir-Thron. Heyne, 2002, ISBN 3-453-19624-4. (Original: The Sapphire Throne. Earthlight, 2000, ISBN 0-7434-0826-8.)
- Das Tor ins Dunkel. Heyne, 2001, ISBN 3-453-19629-5. (Original: Obsidian Tower. Earthlight, 2001, ISBN 0-7434-1607-4.)

### „Aetherial Tales“-Reihe
- Elfland. Tor Books, 2010, ISBN 978-0-7653-5840-0. (englisch)
- Midsummer Night. Tor Books, 2010, ISBN 978-0-7653-1870-1. (englisch)
- Grail of the Summer Stars. Tor Books, 2013, ISBN 978-0-7653-1871-8. (englisch)

### Kurzgeschichten
- Shine for Me. In Chris Morgan (Hrsg.): Dark Fantasies. Legend, 1989, ISBN 0-7126-2413-9. (englisch)
- The Palomino Boy. In Alex Stewart (Hrsg.): Arrows of Eros. New English Library, 1989, ISBN 0-450-50249-X. (englisch)
- My Name is not Juliete. In Andrew Haigh (Hrsg.): Scaremongers. Tanjen, 1997, ISBN 1-901530-07-8. (englisch)
- The Raven Bound. In Stephen Jones (Hrsg.): The Mammoth Book of Vampire Stories by Women. Robinson, 1999, ISBN 1-84119-297-X. (englisch)
- Cat and the Cold Prince. In Nancy Holder, Nancy Kilpatrick (Hrsg.): Outsiders: 22 All-New Stories From the Edge. Roc / New American Library, 2005, ISBN 0-451-46044-8. (englisch)
- And Their Blood Will Be Prescient to Fire. In Ian Whates (Hrsg.): Myth-Understandings. NewCon Press, 2008, ISBN 978-0-9555791-2-7. (englisch)
- Fall of the House of Blackwater. In Ian Whates (Hrsg.): The Bitten Word. NewCon Press, 2010, ISBN 978-1-907069-06-2. (englisch)
- Persephone's Chamber. The Write Fantastic (Hrsg.): Anniversaries. NewCon Press, 2010, ISBN 978-1-907069-19-2. (englisch)

## Auszeichnungen
- 1997: Children of the Night Award für Dracula, The Undead[4]
- 2009: Romantic Times Reviewers' Choice Award in der Kategorie Fantasy Novel für Elfland[5]